# Vela alla XXX Universiade
Le gare di vela alla XXX Universiade si sono svolte dall'8 al 12 Luglio 2019 al Circolo Italia nel Golfo di Napoli.
I 16 equipaggi partecipanti hanno regatato con 8 imbarcazioni.
Ogni equipaggio, composto da quattro marinai, due uomini e due donne, ha regatato su tutte e 8 le imbarcazioni.

## Equipaggi
| - Australia - Cina - Finlandia - Francia - Germania - Giappone - Gran Bretagna - Italia (2 equipaggi) - Russia - Singapore (2 equipaggi) - Spagna (2 equipaggi) - Svizzera |

## Medagliere
| Posizione | Paese       |   |   |   | Totale |
| --------- | ----------- | - | - | - | ------ |
| 1         | Finlandia   | 1 | 0 | 0 | 1      |
| 2         | Austria     | 0 | 1 | 0 | 1      |
| 3         | Singapore 2 | 0 | 0 | 1 | 1      |
| Totale    | Totale      | 1 | 1 | 1 | 3      |